# 七筋菇属
七筋菇属（学名：Clintonia）是百合科下的一个属，为多年生草本植物。该属共有6种，分布于东亚和北美。